# 国司就直
国司 就直（くにし なりなお）は、江戸時代の武士。毛利氏の家臣で長州藩士。国司元貞の子。知行は200石。

## 生涯
元和7年（1621年）、長州藩士である国司元貞の子として生まれる。長らく男子がいなかった元貞は、前年の元和6年（1620年）に花房彦左衛門の子である花房孫作を娘のおまつと婚姻させて婿養子としていたが、実子の就直が生まれたため、孫作は花房家へと戻された。
寛永9年（1632年）5月5日、毛利秀就の加冠を受け元服。寛永14年（1637年）3月13日、父・元貞から200石の知行地を譲られ、寛永16年（1639年）に元貞は死去した。
以後、就直は毛利秀就と綱広の二代に仕え、延宝6年（1678年）3月2日に死去。享年58。就直には男子がいなかったため、桂元忠の長男・桂就正の嫡男であった就久が婿養子として就直の後を継いだ。